# Lifetime (chaîne de télévision canadienne)
Ne doit pas être confondu avec Lifetime (chaîne de télévision américaine).
Lifetime est une chaîne de télévision canadienne anglophone spécialisée de catégorie B appartenant à Corus Entertainment qui diffuse des séries dramatiques et des films visant un auditoire féminin.

## Histoire
Après avoir obtenu une licence du CRTC en 2000 pour une chaîne spécialisée numérique nommée Romance Television consacré au romantisme, Alliance Atlantis Communications a lancé la chaîne le 7 septembre 2001 sous le nom de Showcase Diva en tant que chaîne spin-off de Showcase s'adressant particulièrement les femmes.
Le 18 janvier 2008, CW Media (Canwest et Goldman Sachs) fait l'acquisition de Alliance Atlantis. Sous les dettes, Shaw Communications fait l'acquisition de CW Media le 27 octobre 2010 et Showcase Diva fait désormais partie de Shaw Media.
Le 30 mai 2012, Shaw Media annonce le lancement à l'automne d'une version canadienne de la chaîne américaine Lifetime. Le changement s'est effectué le 27 août 2012.
Le 29 mai 2013, une version haute définition de la chaîne a été lancée.
Depuis le 1er avril 2016, Shaw Media appartient désormais à Corus Entertainment.

## Programmation
Durant les premières années, Showcase Diva diffusait des films ainsi qu'une programmation différente de Showcase. Après son acquisition par Canwest en 2008, la chaîne a perdu son focus et la chaîne diffuse deux films par jour rediffusés deux fois ainsi que des séries déjà rediffusées sur Showcase telles que Dr House, NCIS, NCIS : Los Angeles, ER, et des rediffusions de séries produits par Canwest tels que Lost Girl, Médecins de combat, Jessica King, Les Mystères de Haven et Rookie Blue.
Devenu Lifetime, la chaîne diffuse les séries Drop Dead Diva et The Client List ainsi que les émissions Dance Moms, Dance Moms Miami, Project Runway, America's Most Wanted, America’s Supernanny, Houston Family Chronicles, The Conversation with Amanda de Cadenet et Bristol Palin: Life’s a Tripp, ainsi que des films.

## Identité visuelle

Logo de Showcase Diva utilisé de 2001 à 2009
Logo de Showcase Diva utilisé de 2009 à 2012
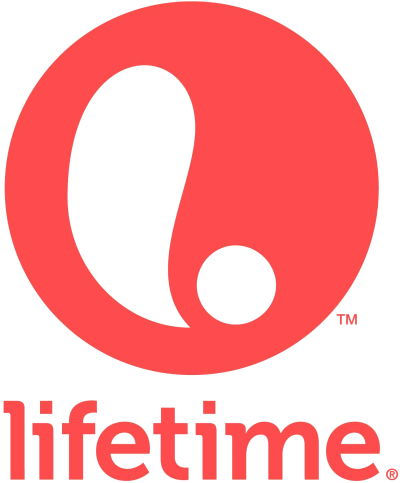
Logo de Lifetime de 2012 à 2017
Logo actuel de Lifetime de 2017 à 2020
Logo actuel de Lifetime depuis 2020